# داود بن بوعز
أبو سعيد داود بن بوعز (بالعبرية : דוד בן בעז) هو حاخام يهودي عراقي وزعيم اليهودية القرائية في القرن العاشر الميلاديـ وهو ابن بوعز بن يهوشافاط، وحفيد يهوشافاط بن شاول. عاش في العراق خلال أوائل القرن العاشر وعاصر الدولة العباسية. وكان رأس الجالوت الخامس لحركة اليهودية القرائية، وخلفه ابنه سليمان بن داود بن بوعز.
يذكر المؤرخ الهيتي داود بن بوعز تحت سنة 383 هـ (993 م)، وذكر أنه ألف الأعمال الثلاثة التالية: 
- تعليق على سفر الجامعة.
- تعليق على التوراة.
- أطروحة على المبادئ الأساسية للتوراة.

ولم يتم العثور على أي من مؤلفاته إلا على تعليقه على سفر اللاويين والنصف الأخير من سفر التثنية، لا تزال المخطوطة محفوظة في مكتبة سان بطرسبرغ. وكان كثيراً ما يهاجم سعيد الفيومى في كتاباته ولا يشير إليه باسمه بل يُشير إليه بـ «هذا الرجل».   